# We Don't Need to Whisper
We Don't Need to Whisper is het debuutalbum van de alternatieve rock-supergroep Angels & Airwaves. Het album belandde op #4 in de Billboard 200. Drie van de vier singles kwamen terecht in de hitlijst Modern Rock Tracks.

## Nummers
| Nr. | Titel             | Duur |
| --- | ----------------- | ---- |
| 1.  | Valkyrie Missile  | 6:39 |
| 2.  | Distraction       | 5:36 |
| 3.  | Do It for Me Now  | 4:33 |
| 4.  | The Adventure     | 5:12 |
| 5.  | A Little's Enough | 4:45 |
| 6.  | The War           | 5:07 |
| 7.  | The Gift          | 5:02 |
| 8.  | It Hurts          | 4:14 |
| 9.  | Good Day          | 4:31 |
| 10. | Start the Machine | 4:11 |

## Personeel

### Angels & Airwaves
- Tom DeLonge – zang, gitaar, keyboard
- David Kennedy – gitaar, keyboard, synthesizers
- Ryan Sinn – basgitaar, achtergrondzang
- Atom Willard – drums

### Aanvullende musici
- Roger Joseph Manning Jr. – keyboard

### Productie
- Tom DeLonge – producer
- Jordan Schur – executief producer
- Tom Lord-Alge – mixing engineer
- Jeff 'Critter' Newell – assisterend producer, programmeur, mixing engineer op "The War"
- Danny Lohner – assisterend producer, programmeur op "Distraction"
- Brian Gardner – mastering engineer